# 拉斐尔河岸

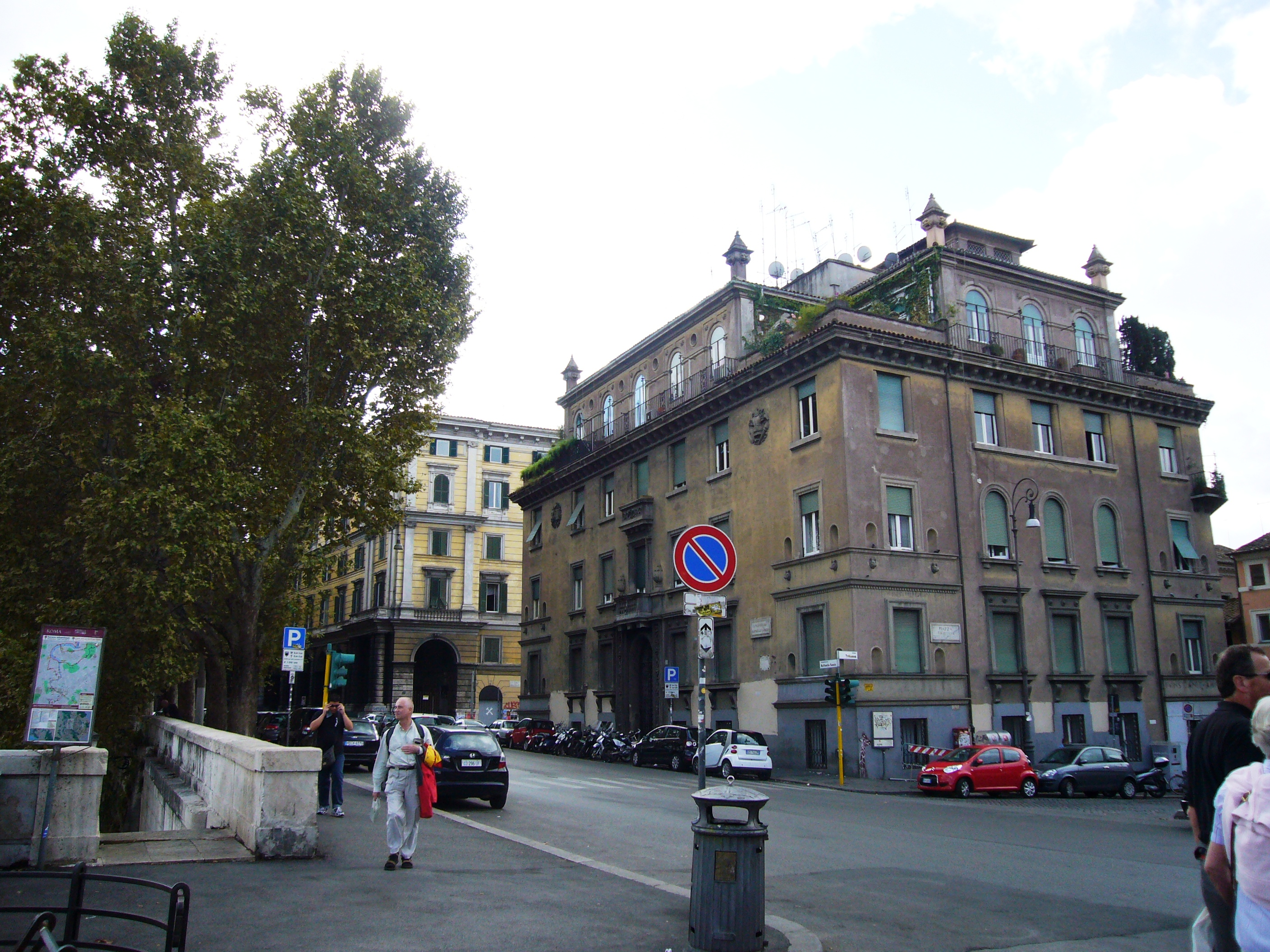

拉斐尔河岸（Lungotevere Raffaello Sanzio）是意大利罗马特拉斯提弗列区的一段台伯河岸，连接西斯都桥和加里波第桥。
河岸得名于来自乌尔比诺的艺术家拉斐尔，该城许多艺术品的作者。定名于1956年1月24日的市议会决议。